# اللجوء (فلم 2003)
فيلم اللجوء هو فيلم وثائقي قصير أمريكي لعام 2003 من إخراج ساندي ماكليود. رشح لجائزة الأوسكار لأفضل فيلم وثائقي قصير.

## ملخص
امرأة شابة من غانا تسعى للحصول على وضع اللاجئ في الولايات المتحدة عندما يحاول والدها إجبارها على الزواج ضد إرادتها، وخضوعها لختان الإناث.